# Polymixia longispina
Polymixia longispina is een straalvinnige vissensoort uit de familie van de barbudo's (Polymixiidae). De wetenschappelijke naam van de soort is voor het eerst geldig gepubliceerd in 1983 door Deng, Xiong & Zhan.